# ドゥシャン・ラヨビッチ
- デューサン・ライオビッチ

ドゥシャン・ラヨビッチ（Dušan Lajović, セルビア語: Душан Лајовић, 1990年6月30日 - ）は、セルビア・ベオグラード出身の男子プロテニス選手。これまでにATPツアーでシングルス2勝、ダブルス2勝を挙げている。自己最高ランキングはシングルス23位、ダブルス82位。身長183cm。右利き、バックハンド・ストロークは片手打ち。

## 選手経歴

### ジュニア時代
ラヨビッチは1990年6月30日にセルビアのベオグラードで生まれる。7歳からスタラ・パゾヴァのテニススクールでテニスを始め、現在でもそこに住んでおり、自身のカフェを営業している。

### 2007年 プロ転向
プロ転向後しばらくの間はフューチャーズやチャレンジャーなどの下部大会での下積み期間が続いた。

### 2011年 ATPツアーベスト8
クレムリン・カップで予選を通過して、本戦初戦敗退。サンクトペテルブルク・オープンでは自身初のATPツアーベスト8入りを果たす。年間最終ランキングは190位。

### 2012年 デビス杯初出場
デビスカップセルビア代表として参戦し、1回戦ではシングルスでデビスカップスウェーデン代表を破る活躍で、チームはベスト8進出。8月にはサマルカンドでATPチャレンジャーツアー初優勝を果たし、今季だけでチャレンジャー3勝を挙げた。年間最終ランキングは163位。

### 2013年 デビス杯準優勝
2013年のデビスカップ決勝のチェコ戦にヤンコ・ティプサレビッチが怪我のため欠場したため、ノバク・ジョコビッチに次ぐセルビアの2番手として出場した。トマーシュ・ベルディハとラデク・ステパネクにストレートで敗れチームも2勝3敗で敗退し優勝を逃した。年間最終ランキングは116位。

### 2014年 トップ100入り
4大大会では全豪オープンで予選を勝ち上がり初出場した。2回戦で錦織圭に1-6, 1-6, 6-7(3)で敗れたが、2月10日の世界ランキングで99位となり、トップ100入りを果たした。2度目の4大大会出場となった全仏オープンでは4回戦まで勝ち進んだ。4回戦では今大会を優勝する第1シードのラファエル・ナダルに1-6, 2-6, 1-6で完敗した。年間最終ランキングは69位。

### 2015年 ツアーダブルス初優勝
ラドゥ・アルボットと組んだイスタンブール・オープンのダブルスではツアーダブルス初優勝を果たした。これはセルビア人として初のATPツアーダブルス優勝であった。
全仏オープンでも2回戦で今大会を優勝する第8シードのスタン・ワウリンカに3-6, 4-6, 7-5, 3-6で敗れた。年間最終ランキングは76位。

### 2016年 ATPツアーベスト4
アルゼンチン・オープンではジョン・イズナーを破り、ベスト8進出。ブラジル・オープンではブノワ・ペールを下して、自身8度目のベスト8進出を経て、シングルスで初のATPツアーベスト4進出を果たす。さらにオーストリア・オープンとロス・カボス・オープンでもベスト4進出を果たす。年間最終ランキングは93位。

### 2017年 マスターズ4回戦進出
BNPパリバ・オープンでは予選から5試合を制して、マスターズ1000で初の4回戦進出を果たす。4回戦ではパブロ・カレーニョ・ブスタに4-6, 6-7(5)のストレートで敗れた。

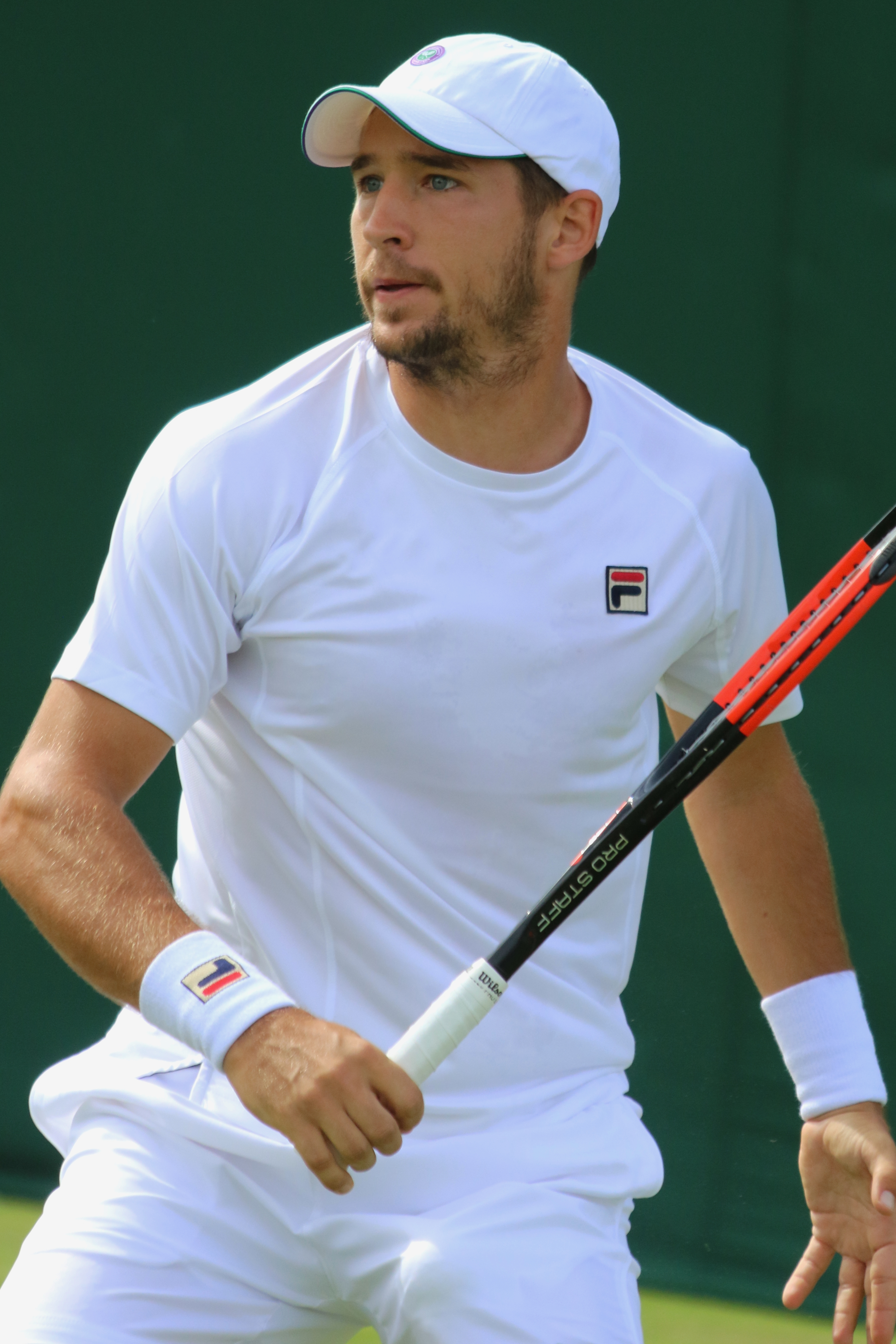
2017年ウィンブルドン選手権でのドゥシャン・ラヨビッチ

デビスカップセルビア代表として参戦して、準決勝のデビスカップフランス代表戦ではシングルスでリュカ・プイユを6-1, 3-6, 7-6(7), 7-6(5)で破るも、次のシングルスでジョー＝ウィルフリード・ツォンガに6-2, 2-6, 6-7(5), 2-6で敗れ、チームは準決勝敗退となった。年間最終ランキングは75位。

### 2018年 トップ50入り
全豪オープンでは1回戦で第24シードのディエゴ・シュワルツマンに6-2, 3-6, 7-5, 4-6, 9-11のフルセットで初戦敗退。BNPパリバ・オープンとマイアミ・オープンではそれぞれ2回戦進出。
モンテカルロ・マスターズでは予選を通過するも、1回戦でノバク・ジョコビッチに0-6, 1-6のストレートで圧倒させられる。マドリード・オープンでは1回戦でカレン・ハチャノフ、2回戦でリシャール・ガスケ、3回戦でフアン・マルティン・デル・ポトロらを下してマスターズ1000ベスト8進出。準々決勝ではケビン・アンダーソンに敗退。
リヨン・オープンではベスト4入り。準決勝ではドミニク・ティームに4-6, 7-5, 4-6で敗れた。全仏オープンでは1回戦でイジー・ベセリーを6-3, 6-1, 6-3のストレートで破り、2回戦では第2シードのアレクサンダー・ズベレフに6-2, 5-7, 6-4, 1-6, 2-6のフルセットの末に敗れた。
ウィンブルドン選手権では1回戦で第1シードのロジャー・フェデラーに1-6, 3-6, 4-6のストレートで敗れた。全米オープンでは1回戦で第24シードのダミル・ジュムールを3-6, 6-1, 6-3, 6-4、2回戦でキャメロン・ノリーを6-2, 2-6, 6-4, 6-4で下して初の3回戦進出。3回戦では第11シードのジョン・イズナーに敗れた。チャイナ・オープン2回戦では当時世界ランキング7位のグリゴール・ディミトロフに6-4, 2-6, 6-4で下して、ベスト8進出。自身2度目のトップ10選手から勝利を挙げた。10月15日の世界ランキングでトップ50入り。年間最終ランキングは48位。

### 2019年 マスターズ準優勝 ツアー初優勝

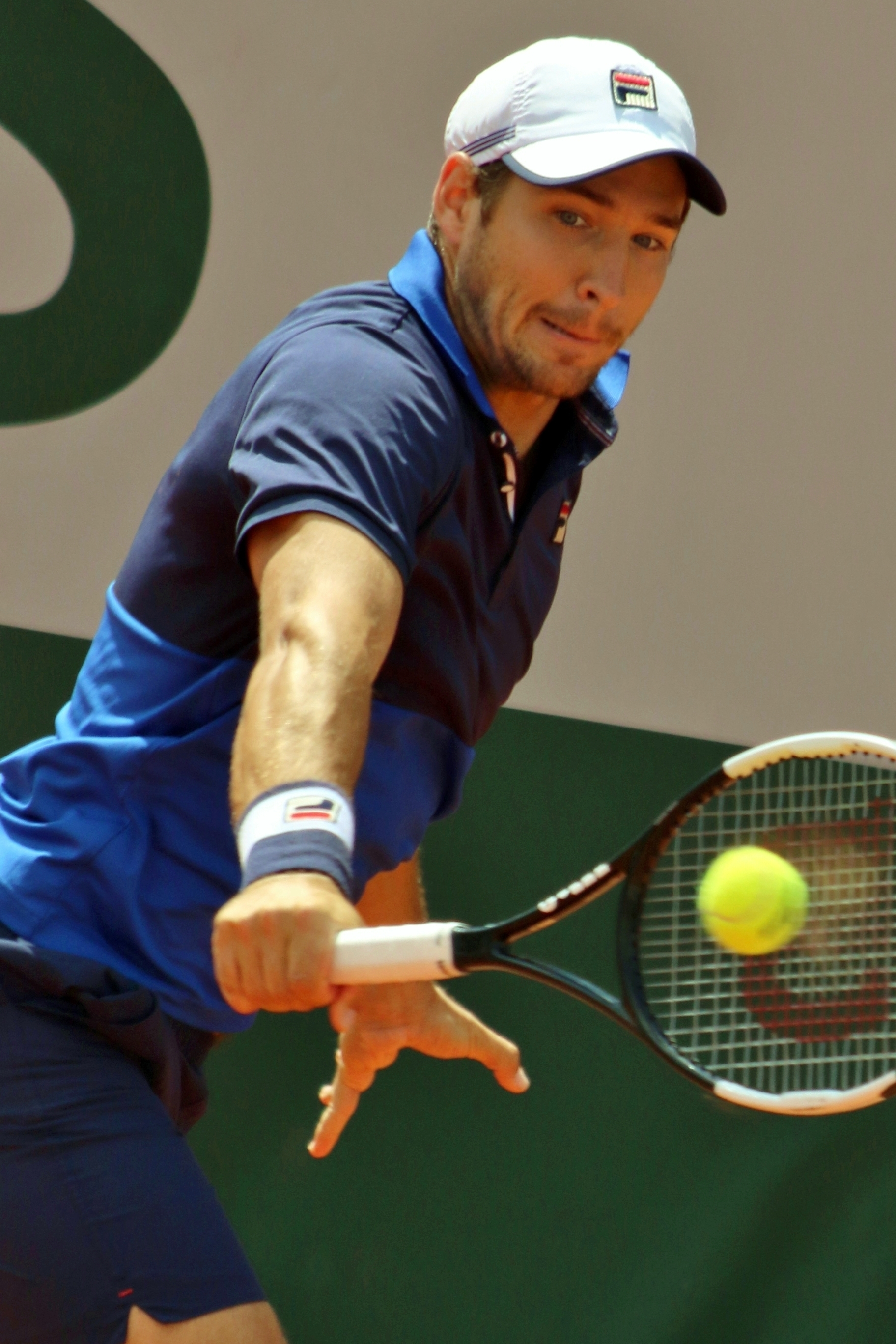
2019年全仏オープンでのドゥシャン・ラヨビッチ

全豪オープンではパブロ・クエバスにストレートで初戦敗退。BNPパリバ・オープンでは2回戦でマリン・チリッチに敗れた。マイアミ・オープンでは2回戦で錦織圭を破るも、3回戦でニック・キリオスに敗れた。
モンテカルロ・マスターズでは決勝戦でファビオ・フォニーニに3-6, 4-6で敗れたものの、ダビド・ゴフィン、ドミニク・ティエム、ダニール・メドベージェフらを倒し、自身初のマスターズ決勝進出を果たす飛躍を見せた。全仏オープンでは3回戦まで進出。3回戦でアレクサンダー・ズベレフにフルセットの末に敗れた。同大会のダブルスではヤンコ・ティプサレビッチと組み、ベスト8入り。ウィンブルドン選手権ではホベルト・ホルカシュに初戦敗退。
7月のクロアチア・オープンでも決勝に進出すると、決勝戦ではアッティラ・バラージュに7-5, 7-5で勝利し、ツアー初優勝を果たした。全米オープンでは2回戦でデニス・クドラに敗れた。年間最終ランキングは34位。

### 2020年 ATP杯初優勝
ATPカップではセルビア代表としてシングルスで活躍して、母国の優勝に貢献した。
全豪オープンでは3回戦でディエゴ・シュワルツマンにストレートで敗れた。全米オープンでは初戦敗退。BNLイタリア国際では3回戦でラファエル・ナダルに敗れた。全仏オープンでは2回戦でケビン・アンダーソンにフルセットで敗れた。年間最終ランキングは26位。

### 2021年 グランドスラム4回戦進出
2年連続でATPカップに出場するも、結果はラウンドロビン敗退。
全豪オープンでは初の4回戦進出。4回戦では第6シードのアレクサンダー・ズベレフにストレートで敗れた。マイアミ・オープンでは3回戦でフランシス・ティアフォーに敗れた。全仏オープンでは1回戦で第28シードのニコロズ・バシラシビリに敗れた。ウィンブルドン選手権では2回戦で第22シードのダニエル・エバンスに敗れた。ナショナル・バンク・オープンでは3回戦進出。3回戦ではキャスパー・ルードに敗れた。またアスラン・カラツェフとペアを組みダブルスにも出場。1回戦でキャメロン・ノリー/アレックス・デミノーを6-4 6-7(4) 10-8、2回戦で第5シードのルカシュ・クボット/マルセロ・メロを6-4 6-4で下し、ベスト8に進出。準々決勝では第4シードのホリア・テカウ/ケビン・クラビーツに3-6 6-3 3-10で敗退。全米オープンでは2回戦でペーター・ゴヨフチクにフルセットの末に敗れた。年間最終ランキングは33位。

### 2022年 トップ100圏外

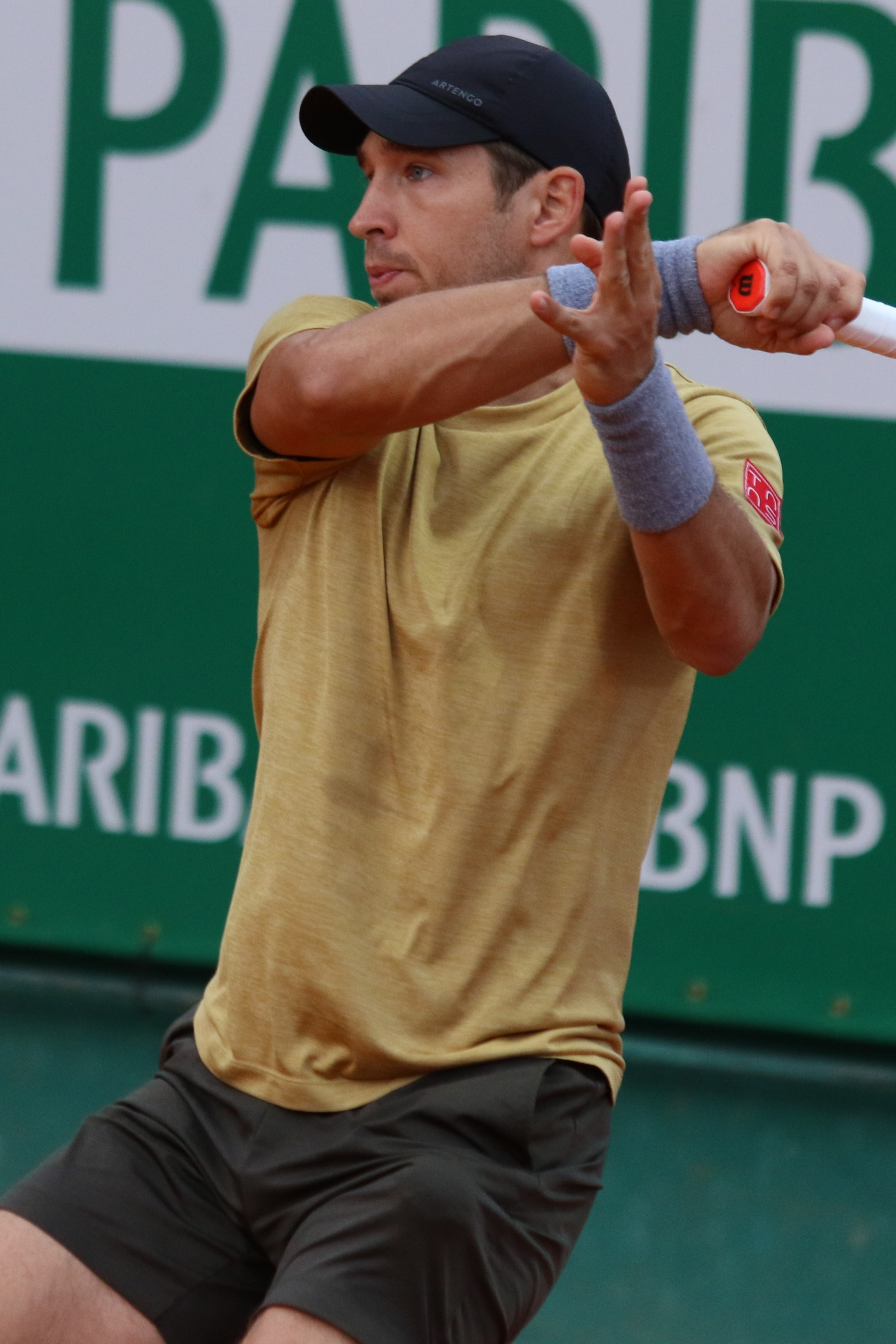
2022年モンテカルロ・マスターズでのドゥシャン・ラヨビッチ

ATPカップでは3年連続でセルビア代表として出場して、ラウンドロビン敗退。
全豪オープンでは1回戦のマートン・フチョビッチ戦をフルセットで破るも、2回戦で第31シードのカルロス・アルカラスに敗れた。4月のマドリード・オープンでは予選を通過して、1回戦でボルナ・チョリッチを6-3 4-6 6-4、2回戦で第5シードのキャスパー・ルードを7-6(7) 2-6 6-4を下し、3回戦に進出。3回戦では第12シードのフベルト・フルカチュに5-7 3-6で敗れた。全仏オープンでは初戦敗退。ウィンブルドン選手権ではパブロ・カレーニョ・ブスタを1回戦で破るも、アレクサンダー・ブブリクに敗れた。年間最終ランキングは80位。

### 2023年 ツアー2勝目

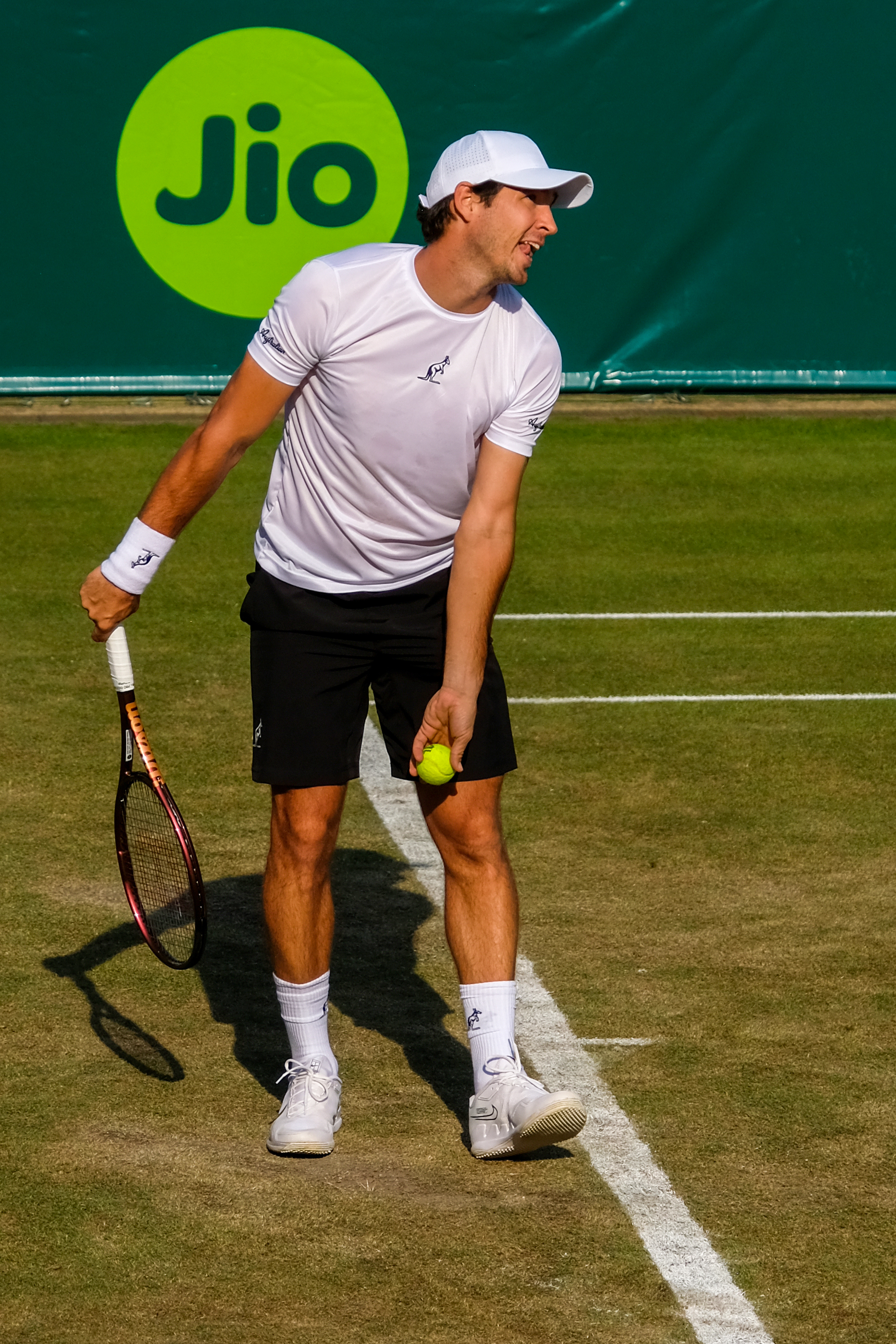
2023年ブードルズ・チャレンジ・エキビジションでのドゥシャン・ラヨビッチ

1月、全豪オープンでは1回戦で第20シードのデニス・シャポバロフに4-6, 6-4, 4-6, 1-6で敗れた。
2月、アルゼンチン・オープンとリオ・オープンではベスト8入りするも、両大会とも準々決勝でカルロス・アルカラスに敗退。
3月、チリ・オープンではベスト8入り。準々決勝ではトマス・マルティン・エチェベリーに1-6, 2-6のストレートで敗れた。BNPパリバ・オープンでは予選初戦でテニーズ・サングレンに敗れた。マイアミ・オープンでは1回戦でアンディ・マレーを6-4, 7-5のストレートで下すも、3回戦でアルカラスに敗れた。
4月、スルプスカ・オープンでは準々決勝では同胞の世界王者であり、今大会第1シードのノバク・ジョコビッチを6-4, 7-6(6)のストレートで下し、準決勝でも同胞の第4シードのミオミル・キツマノビッチを4-6, 7-6(5), 6-4で破り、決勝進出。決勝では第2シードのアンドレイ・ルブレフを6-3, 4-6, 6-4で破り、ツアー2勝目を挙げた。
5月、マドリード・オープンでは3回戦まで進出。3回戦ではヤン＝レナード・ストルフに敗れた。ローマ・マスターズではヌーノ・ボルヘスでは4-6, 1-6のストレートで初戦敗退。全仏オープンではジャン・ジジェンに6-4, 4-1の時点で途中棄権。
7月、ウィンブルドン選手権ではヤン・ホインスキに7-5, 6-7(4), 2-6, 2-6で初戦敗退。
8月、ウエスタン・アンド・サザン・オープンでは予選を通過して、2回戦で第8シードのヤニック・シナーを6-4, 7-6(4)のストレートで下すも、3回戦ではテイラー・フリッツ戦で0-5の時点で途中棄権。全米オープンでは呉易昺に6-3, 4-6, 6-2, 4-6, 2-6のフルセットの末に初戦敗退。
9月、成都オープンでは2回戦でジョーダン・トンプソンに1-6, 6-7(1)のストレートで敗れた。チャイナ・オープンではヤニック・ハンフマンに予選敗退。
10月、上海マスターズでは1回戦でスタン・ワウリンカを6-4, 7-6(7)のストレートで下して、2回戦でのタロン・フリークスポール戦では6-4, 3-2の時点で相手の途中棄権により、初の3回戦進出。3回戦ではファービアーン・マロジャーンに3-6, 3-6のストレートで敗れた。
11月、パリ・マスターズでは予選を通過するも、2回戦でアレックス・デミノーに6-4, 4-6, 4-6で敗れた。年間最終ランキングは52位。

### 2024年 オリンピック初出場
全豪オープンではGiulio Zeppieriに6-3, 3-6, 6-3, 7-6(3)で初戦敗退。
2024年パリオリンピックのテニス競技・男子シングルスではセルビア代表としてオリンピック初出場を果たす。1回戦ではドイツ代表のマクシミリアン・マーテラーに3-6, 7-6(6), 3-6で敗れた。

## ATPツアー決勝進出結果

### シングルス: 3回 (2勝1敗)
| 大会カテゴリ                    |
| グランドスラム (0–0)            |
| ATPファイナルズ (0–0)           |
| ATPツアー・マスターズ1000 (0–1) |
| ATPツアー500 (0–0)              |
| ATPツアー250 (2–0)              |

| サーフェス別タイトル |
| ハード (0–0)         |
| クレー (2–1)         |
| 芝 (0–0)             |
| カーペット (0–0)     |

| 結果   | No. | 決勝日        | 大会         | サーフェス | 対戦相手               | スコア        |
| ------ | --- | ------------- | ------------ | ---------- | ---------------------- | ------------- |
| 準優勝 | 1.  | 2019年4月21日 | モンテカルロ | クレー     | ファビオ・フォニーニ   | 3-6, 4-6      |
| 優勝   | 1.  | 2019年7月21日 | ウマグ       | クレー     | アッティラ・バラージュ | 7-5, 7-5      |
| 優勝   | 2.  | 2023年4月23日 | バニャ・ルカ | クレー     | アンドレイ・ルブレフ   | 6-3, 4-6, 6-4 |

### ダブルス: 2回 (1勝1敗)
| 結果   | No. | 決勝日        | 大会           | サーフェス | パートナー             | 対戦相手                                      | スコア      |
| ------ | --- | ------------- | -------------- | ---------- | ---------------------- | --------------------------------------------- | ----------- |
| 準優勝 | 1.  | 2014年7月27日 | ウマグ         | クレー     | フランコ・シュクゴール | フランティシェク・チェルマク ルカシュ・ロソル | 4–6, 6–7(5) |
| 優勝   | 1.  | 2015年5月3日  | イスタンブール | クレー     | ラドゥ・アルボット     | ロベルト・リンドステット ユルゲン・メルツァー | 6–4, 7–6(2) |

## 成績
略語の説明
| W | F | SF | QF | #R | RR | Q# | LQ | A | Z# | PO | G | S | B | NMS | P | NH |

W=優勝, F=準優勝, SF=ベスト4, QF=ベスト8, #R=#回戦敗退, RR=ラウンドロビン敗退, Q#=予選#回戦敗退, LQ=予選敗退, A=大会不参加, Z#=デビスカップ/BJKカップ地域ゾーン, PO=デビスカップ/BJKカッププレーオフ, G=オリンピック金メダル, S=オリンピック銀メダル, B=オリンピック銅メダル, NMS=マスターズシリーズから降格, P=開催延期, NH=開催なし.
| 大会           | 2012 | 2013 | 2014 | 2015 | 2016 | 2017 | 2018 | 2019 | 通算成績 |
| -------------- | ---- | ---- | ---- | ---- | ---- | ---- | ---- | ---- | -------- |
| 全豪オープン   | LQ   | LQ   | 2R   | 1R   | 2R   | 2R   | 1R   | 1R   | 3–6      |
| 全仏オープン   | LQ   | LQ   | 4R   | 2R   | 2R   | 1R   | 2R   | 3R   | 8–6      |
| ウィンブルドン | LQ   | LQ   | 2R   | 1R   | 1R   | 2R   | 1R   | 1R   | 2–6      |
| 全米オープン   | LQ   | LQ   | 1R   | LQ   | 1R   | 1R   | 3R   | 2R   | 3-5      |

### 大会最高成績
| 大会                 | 成績 | 年                     |
| -------------------- | ---- | ---------------------- |
| ATPファイナルズ      | A    | 出場なし               |
| インディアンウェルズ | 4R   | 2017                   |
| マイアミ             | 3R   | 2014, 2019, 2021, 2023 |
| モンテカルロ         | F    | 2019                   |
| マドリード           | QF   | 2018                   |
| ローマ               | 3R   | 2020                   |
| カナダ               | 3R   | 2021                   |
| シンシナティ         | 3R   | 2023                   |
| 上海                 | 3R   | 2023                   |
| パリ                 | 2R   | 2015, 2021, 2023       |
| オリンピック         | 1R   | 2024                   |
| デビスカップ         | F    | 2013                   |
| ATPカップ            | W    | 2020                   |